# لي فرانكس
لي فرانكس (بالإنجليزية: Leigh Franks)‏ (7 مارس 1991 في المملكة المتحدة - ) هو لاعب كرة قدم بريطاني في مركز الدفاع. لعب مع أكسفورد يونايتد ونادي هاروجيت تاون وهدرسفيلد تاون وAlfreton Town F.C. ‏ وفليتوود تاون وScarborough Athletic F.C. ‏.

## وصلات خارجية
- لي فرانكس على موقع قاعدة بيانات كرة القدم.إي يو (الإنجليزية)
- لي فرانكس على موقع Soccerbase.com (لاعب) (الإنجليزية)